# Felipe Ondo Obiang
Felipe Ondo Obiang Alogo (Mongomo, 1938) es un político ecuatoguineano, líder histórico del partido Fuerza Demócrata Republicana (FDR).

## Biografía
Durante el régimen de Francisco Macías fungió como Ministro de Educación. Durante esta época, se le atribuye haber participado en represión política contra opositores a la dictadura. Posteriormente bajo el régimen de Teodoro Obiang Nguema desempeñó, entre otros, los cargos de Ministro de Educación, Cultura y Deportes y presidente de la Cámara de los Representantes del Pueblo.
En 1995 dimitió como presidente de la Cámara de Representantes y el 4 de septiembre del mismo año creó junto a otros disidentes del régimen de Obiang como Bonifacio Nguema Esono Nchama y Eloy Eló el partido opositor Fuerza Demócrata Republicana (FDR). La legalización de este partido fue negada por las autoridades.
En octubre de 1995, Ondo Obiang y Nguema Esono fueron detenidos y confinados en el Distrito de Mongomo. Luego de recibir advertencias sobre un posible asesinato orquestado por el gobierno, ambos se refugiaron en Gabón. En 1997, Ondo Obiang  y el destacado militante de FDR Guillermo Nguema Ela fueron secuestrados por el gobierno ecuatoguineano y repatriados a Guinea Ecuatorial, donde fueron detenidos. Sin embargo, fueron liberados a los pocos días gracias a la presión ejercida por el gobierno gabonés y el Comité de Derechos Humanos de las Naciones Unidas.
Tras ser liberado, a Ondo Obiang se le prohibió desplazarse a la Región Continental del país. Luego de que dirigentes de FDR enviaran una carta al presidente Teodoro Obiang Nguema exigiendo la legalización de la formación, Ondo Obiang y otros dirigentes fueron juzgados por "ofensas al jefe de estado" y condenados a 2 años de prisión, saliendo el 13 de marzo de 2001.
En 2002, varios opositores a Obiang, entre los que se encontraba Felipe Ondo, fueron acusados de planear un golpe de Estado. En consecuencia, 144 de ellos fueron sometidos a un juicio sin garantías y 66 condenados a varios años de prisión. Ondo Obiang fue condenado a 20 años, y se denunció que durante su reclusión fue víctima de torturas.
Finalmente fue indultado en 2008, y desde ese momento retomó su actividad política. Sin embargo, en 2018 se volvió a denunciar su detención.